# 競馬の歴史 (東北地方)

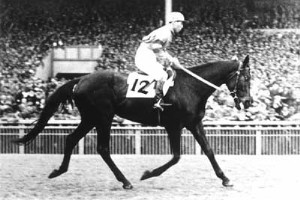
中央競馬（当時は日本競馬会）初の三冠馬であるセントライトは小岩井農場生産であった。

本項目では東北地方における競馬の歴史について記述する。
明治時代以降北海道に次ぐ馬産規模であった東北地方は、サラブレッド生産では岩手県の小岩井農場を筆頭に北海道を凌駕していた時代もあった。東京優駿では1962年（第29回）のフエアーウインまで14頭の優勝馬を送り出しているが、現在の競走馬生産は小規模となっている。
なお地方競馬では新潟県（新潟競馬場・三条競馬場）が岩手県（盛岡競馬場・水沢競馬場）、山形県（上山競馬場）との3県で東北地区として東北サラブレッド大賞典などの交流競走を行っていたが、本項目では青森県・岩手県・宮城県・秋田県・山形県・福島県の6県を扱う。

## 概要

### 戦前
古くから各地で草競馬や祭典競馬が行われていたが、明治時代になると競馬の洋式化が進み、東北地方では福島競馬倶楽部による福島競馬場が公認競馬となった。その後各地の公認競馬は日本競馬会に統合され、太平洋戦争中は能力検定競走として行われた。
そのほか各地の競馬は1927年の地方競馬規則の公布により地方競馬となり、東北地方では各県3場という制約の元で同年以降各地の畜産組合主催による地方競馬が始まった。しかし1939年の軍馬資源保護法により東北の地方競馬は山形県の上山競馬場、福島県の開成山競馬場の2場に集約され、1940年から1944年にかけて軍用保護馬鍛錬競走（鍛錬馬競走）として行われた。この競走の主催は各県の畜産連合会であった。

### 戦後
戦後混乱期の闇競馬を経て日本競馬会は競馬を再開したが間もなく解体され、その後国営競馬を経て日本中央競馬会（中央競馬）に移行し、東北地方では福島競馬場で開催されている。
地方競馬では1946年11月の地方競馬法の公布により再開された。この法律では各地の馬匹組合連合会（馬連競馬）もしくは中央組織である中央馬事会（連合競馬）の主催、競馬場は北海道6場、都府県2場に限られた。
間もなく1948年6月にはGHQにより馬匹組合連合会、中央馬事会は解散され、新競馬法による都道府県主催の公営競馬 に転換された。
さらに1951年5月の新競馬法一部改正により競馬場の所在する市区町村でも開催権が与えられることとなり、その後は県と市区町村による一部事務組合方式での開催も認められている。公営競馬の発足時には東北6県全てで開催されていたが、中央競馬や他公営競技との競合などもあり、現在は岩手県の2場（盛岡競馬場・水沢競馬場）が残るのみとなっている。

## 青森県
青森県では1927年の地方競馬規則公布後は野辺地競馬場（後に青森競馬場）、八戸競馬場、金木競馬場の3場で開催が行われたが、1939年の軍馬資源保護法により全て廃止された。
戦後は青森競馬場、八戸競馬場の2場が青森県主催の公営競馬として1948年から順次再開されたが、ともに1951年に廃止されている。
なお青森県は北海道の他に公式のばんえい競走が行われた唯一の県であるが、競馬場の廃止により以後は北海道のみで行われている。

### 青森競馬場
青森市近郊では1906年上北郡野辺地町に野辺地競馬場が設置され、地方競馬規則公布後の1931年まで開催されていたが、同年廃止されるとこれを機とし翌1932年、青森競馬倶楽部が結成され、東津軽郡横内村（現在の青森市）に競馬場を建設して開催したものの同年限りで休催し1934年には同倶楽部も解散、翌1935年に青森県産馬畜産組合連合会が引き継いで再開したがこれまた1937年までと短命であった。
戦後は1949年から青森県主催の公営競馬として再開されたが、1951年に廃止されている。なお、跡地は現在では住宅地となっているが、道路の線形が当時のトラックの形を今に伝えており（佃2丁目地図 - Google マップ、佃3丁目地図 - Google マップ）、佃小学校及佃ウェザーパーク(旧青森地方気象台跡地)は競馬場の現役時代に出場する馬を待機させていた場所である。このため現在でも青森市においては知られた存在である。

### 八戸競馬場
馬産地として知られた八戸地方では古くから競馬が行われていたが、設備が無かったため道路を利用していた。やがて八戸競馬会が設立され、1909年には地元の有力馬産者である近藤元太郎が私財を打って三戸郡鮫村（現在の八戸市）の所有地に馬場を設けると、競馬会はこれを借用し、翌1910年6月に第1回の競馬を開催した。1912年には青森県産馬組合連合会が引き継ぎ、地方競馬規則が公布された1927年には有志により株式会社八戸競馬倶楽部が組織され、三戸郡館村（現在の八戸市）に新競馬場を建設した。翌1928年には八戸産馬畜産組合が施設を譲り受け、青森県産馬畜産組合連合会の主催による地方競馬が始まり、1938年まで続けられたが、1939年の軍馬資源保護法が公布されたのに伴い廃止された。
戦後は1948年から青森県主催の公営競馬として再開されたが、1951年の開催を最後に1954年に廃止されている。

### 金木競馬場
北津軽郡金木村（後に金木町を経て現在の五所川原市）では1912年7月8日（旧暦6月1日）の農村安息日に、有志による競馬が開催され、以後は金木町協賛会および同町商工会の協賛により毎年1回、旧暦6月1日に行われていた。
地方競馬規則公布後の1928年から青森県産馬畜産組合連合会による地方競馬開催が始まったが、1937年を最後に休催、1939年の軍馬資源保護法が公布されたのに伴い廃止された。

## 岩手県
盛岡市では古くは盛岡八幡宮の境内や菜園1丁目にあった盛岡農学校の跡地を利用しての祭典競馬や草競馬が行われていたが、1902年に岩手県産馬組合連合会が競馬会を組織し、翌1903年には市内上田に競馬場を建設、同年11月3日・4日に第1回の競馬会を行った。同月30日には日本赤十字社岩手支部の総会を機に臨時競馬会を行い、当日は日本赤十字社総裁の閑院宮載仁親王が台覧し、金100円と黄金競馬場 の名を下賜された。現在の愛称であるオーロパークはこの黄金競馬場の名に由来する。
以後春秋2季の開催を続け、1912年以降は胆沢郡水沢町の水沢競馬場 と交互に年1回の開催を行った。
1927年の地方競馬規則公布後は盛岡競馬場、水沢競馬場、花巻競馬場の3場で開催が行われたが、1939年の軍馬資源保護法により全て廃止された。
戦後は盛岡競馬場、水沢競馬場の2場が岩手県主催の公営競馬として1948年から再開され、1964年に一部事務組合である岩手県競馬組合が設立されて現在に至る。

### 盛岡競馬場

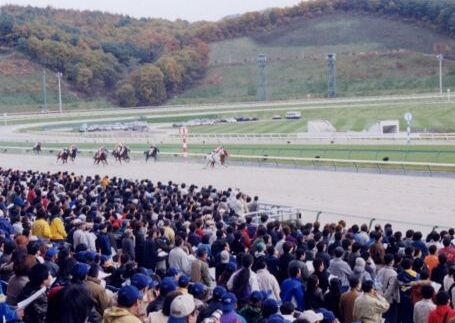
現在の盛岡競馬場（2002年）

1927年の地方競馬規則を受けて地方競馬に生まれ変わり、岩手県産馬畜産組合連合会が主催、1932年には市内上田附近の毛無森（現在の緑ヶ丘）に移転、1938年まで開催されたが1939年の軍馬資源保護法が公布されたのに伴い廃止された。
戦後は1948年の新競馬法公布により同年から岩手県営による公営競馬として再開された。1964年に岩手県競馬組合が設立され、1996年には市内新庄字上八木田に再移転し現在に至る。

### 水沢競馬場
駒形神社での祭典競馬を起源とする水沢地方では、1912年に水沢町の援助により競馬場を町内東上町に建設、先に述べたように盛岡競馬場と交互に開催を行ってきた。
1927年の地方競馬規則を受けて翌1928年から胆沢郡産馬畜産組合による地方競馬開催を始め、1934年から過去の慣習により神社の祭典日に行っていた開催日を変更すると成績も向上し、以後1938年まで順調に行われたが、1939年の軍馬資源保護法が公布されたのに伴い廃止された。
戦後は1948年の新競馬法公布により同年から岩手県営による公営競馬として再開された。1964年に岩手県競馬組合が設立され、同年には水沢市姉体町阿久戸に競馬場を移転して現在に至る。なお水沢市は2006年の合併により奥州市となっている。

### 花巻競馬場
現在の花巻市である稗貫郡花巻町では周辺が馬産地だったこともあり1925年には競馬倶楽部が設立、翌1926年には稗貫郡産馬畜産組合の主催による競馬が開催され、1927年の地方競馬規則により岩手県稗貫郡産馬連合会の主催による地方競馬として続けられたが1937年に廃止されている。

## 宮城県
宮城県では古くから各地の神社で祭典競馬が行われており（宮城県における花競馬を参照の事）、1884年（明治17年）に乗馬飼養令が発布されると乗馬熱が昂じ、仙台区（1889年4月1日から仙台市）では宮城野原練兵場や川内追廻練兵場において競馬会が開催されていたが、1889年（明治22年）5月には青葉神社門前の南東に仙台競馬場が開設された。市外では、栗原郡築館町（現在の栗原市）で競馬会が開催が記録されている。特に軍隊主催の招魂祭の際には必ず競馬を行っていたという。
1911年（明治44年）、陸軍参謀部演習の実施に伴い東宮（後の大正天皇）が仙台市に来訪すると、競馬場建設を計画していた仙台産牛馬組合は宮城野原練兵場において競馬を初主催すると東宮の台覧を仰いだ。（詳細は仙台宮城野原競馬場を参照のこと）
仙台産牛馬組合はその後も1915年（大正4年）まで宮城野原と川内追廻において競馬開催を続けていたが、同年に牡鹿郡蛇田村（現在の石巻市）に念願の競馬場を新設。(石巻競馬場 (蛇田)も参照の事）
当地では1925年まで開催され、その間1917年（大正6年）には黒川郡吉岡町（現：大和町）にも馬場を新設したがこちらは土壌の問題で翌1918年（大正7年）に廃止されている。また1919年（大正8年）には川内追廻、1924年（大正13年）には加美郡色麻村（現在の色麻町）の宮城県産馬畜産組合種馬育成所（後の加美種畜場）、同年から1927年（昭和2年）にかけては栗原郡鳥矢崎村（現在の栗原市）で競馬が行われた。
同1927年に地方競馬規則が公布されるとこれらの開催を廃し、当初は宮城野原練兵場を再び借用しての地方競馬を1928年（昭和3年）より開始した。宮城野原は愛子競馬場を経て小牛田競馬場に移転、その間に仙台競馬場と石巻競馬場も建設されたが、3場とも軍馬資源保護法が公布されたのに伴い廃止された。最終的に主催者はいずれも宮城県産馬畜産組合であった。
戦後は仙台競馬場と石巻競馬場の2場が宮城県主催の公営競馬として1948年から再開されたが、ともに市営に移管されたのち、1959年（昭和34年）の開催を最後に廃止されている。

### 仙台競馬場

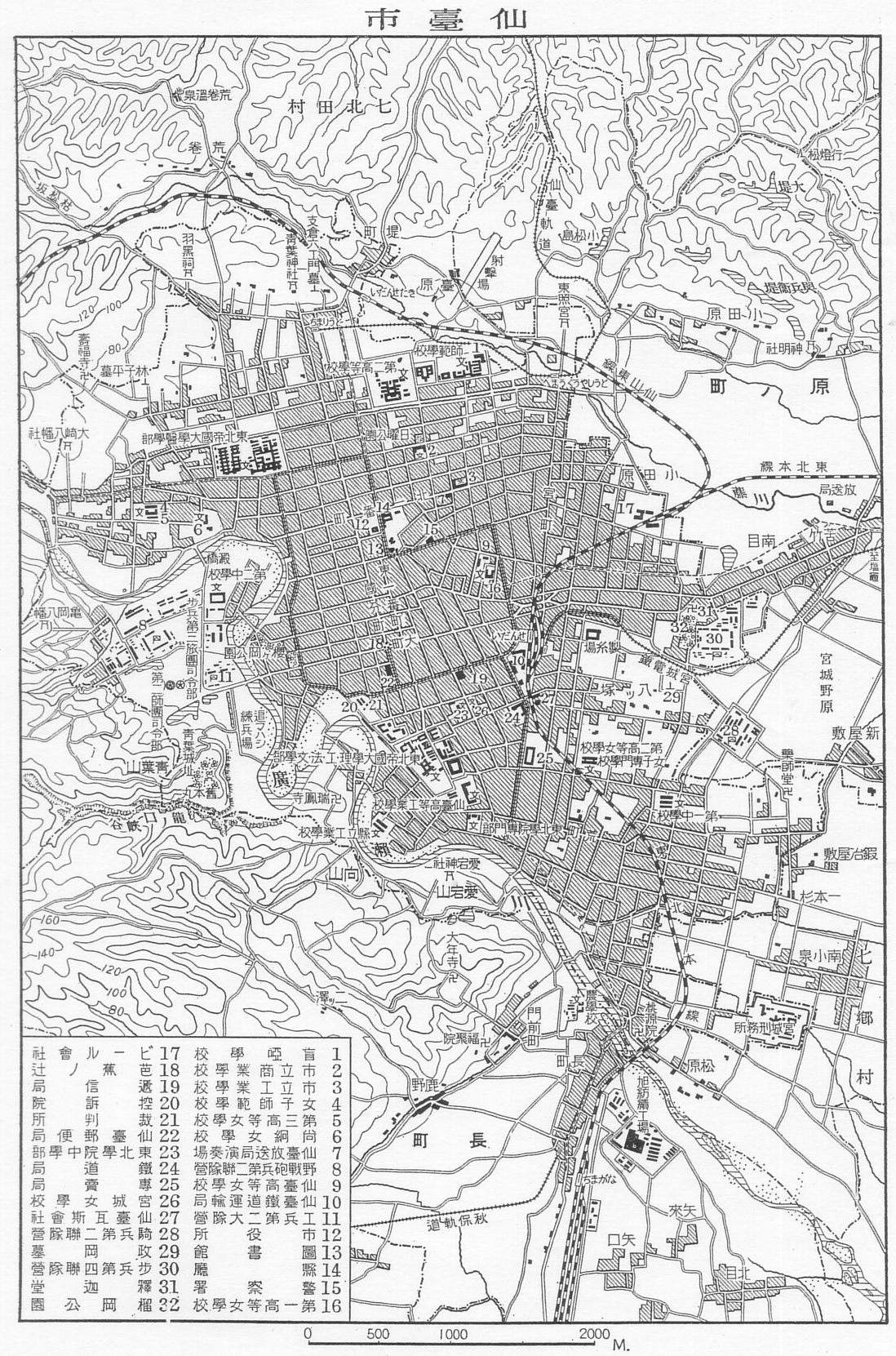
1927年（昭和2年）頃の仙臺市および近郊地図。地図上方に見える仙臺軌道・通町駅の北東側にかつて（初代）「仙台競馬場」があった。地図右下方に見える北目の東方に郡山字新々田があり、（第2代）「仙台競馬場」があった。

1889年（明治22年）5月、青葉神社門前の南東 に（初代）「仙台競馬場」が開設された（おおむねの位置）。明治期には神社の祭礼で花競馬が行われていた。同競馬場の廃止時期は不明だが、1922年（大正11年）10月6日開通の仙台軌道（後の仙台鉄道）が同競馬場の敷地の北西端辺りに同線の始発駅である通町駅を設置しているため、この頃までには廃止されたものと考えられる。
1927年（昭和2年）、地方競馬規則公布により仙台市附近の競馬場が嘱望されると、仙台産馬畜産組合は1928年（昭和3年）に仙台市に編入合併となった長町の東郊の仙台市郡山字新々田（おおむねの位置）に（第2代）「仙台競馬場」を建設し、1931年（昭和6年）から宮城県産馬畜産組合の主催による地方競馬を始めたが、1938年（昭和13年）に廃止されている。
戦後は1948年（昭和23年）に公営競馬として復活し、同年から宮城県営、翌1949年（昭和24年）から仙台市営競馬が始まり県営と交互に開催したが1952年（昭和27年）には県が撤退。1960年（昭和35年）には競馬場の土地賃貸契約期間が切れること、戦災復興としての競馬開催も不要という政治的な判断、当時の地方自治選挙の結果や政治家の意向もあり、市営競馬も廃止されることになった。跡地は自動車教習所になっている。

### 石巻競馬場
牡鹿郡蛇田村では前述のように地方競馬規則以前にも競馬が行われていたが、1931年に石巻市から5町（約550m）余りの水押地区に競馬場が新設された。蛇田村は馬匹の育成地として知られていたこともあり1936年まで順調に開催されていたが、同年11月に第2師団の工兵演習地として敷地の大半が買収されたため競馬も廃止となった。
戦後は海沿いの雲雀野地区に場所を移し、1948年から宮城県営として再開、1951年秋季からは石巻市営により施行されたが、1959年の開催を最後に廃止された。

### 小牛田競馬場
地方競馬規則公布後の1928年、仙台産馬畜産組合は第2師団の許可により宮城野原練兵場を借用しての地方競馬開催を開始したが、軍地の借用だったこともあり、翌1929年の秋には宮城郡広瀬村（現在の仙台市青葉区）の愛子競馬場に移転した。しかし成績不振で1932年には遠田郡小牛田町（現在の美里町）の小牛田競馬場に再び移転した。小牛田地方は古くは祭典競馬や、花競馬と呼ばれる草競馬を行っており、産駒の育成調教も盛んな土地だったこともあり当初は盛況だったが、冷害凶作などもありやがて成績下降し、1939年の軍馬資源保護法が公布されたのに伴い廃止された。

## 秋田県
秋田県では1901年に旧藩主佐竹候の遷封300年祭、および日本赤十字社秋田支部の総会が秋田市で開催されたのを機に、有志により市内手形練兵場で県下初の競馬を開催したところ、小松宮彰仁親王と佐竹侯爵の台覧を仰ぎ、以後1903年から1905年には招魂祭の余興競馬を行い、これに対して秋田県畜産組合は補助金を交付した。続く1906年には奥羽5県連合産牛馬共進会の秋田県開催を機に手形練兵場で競馬が行われ、1907年には有志による競馬会が組織されると、日本赤十字社秋田支部の第2回総会を機に手形練兵場での競馬を開催した。
1910年には南秋田郡土崎湊町（現在の秋田市）での将軍野競馬の他、仙北郡長野村（現在の大仙市）、仙北郡金沢西根村（現在の美郷町）でも競馬が行われ、いずれも秋田県畜産組合は奨励金を交付した。1913年の金沢西根村での競馬を経て、1914年に八橋競馬場に移行した。
1927年の地方競馬規則公布後は八橋競馬場、後三年競馬場、大上競馬場の3場で開催が行われたが、1939年の軍馬資源保護法により全て廃場となった。
戦後は秋田競馬場、大館競馬場の2場が秋田県主催の公営競馬として1948年から再開されたが、ともに1954年に廃止されている。

### 秋田競馬場（八橋競馬場）
現在の秋田市である南秋田郡寺内町八橋では1908年、秋田県畜産組合が東宮の秋田県来訪を記念して種畜運動場（競馬場と同義）の建設を計画。1914年に完成すると、同組合主催による競馬を開始した。
1928年の地方競馬規則公布後も引き続き秋田県畜産組合による開催を続けたが、1939年の軍馬資源保護法が公布されたのに伴い廃止された。
戦後、秋田県は1948年の新競馬法公布を受けて八橋競馬場を買い取り、同年から秋田県営による公営競馬を開始したが、1953年の開催を最後に、1954年に廃止された。

### 大館競馬場
現在の大館市である北秋田郡上川沿村では1948年に大館競馬倶楽部により競馬場を建設し、同年の新競馬法公布を受けて秋田県営による公営競馬を開始したが、1953年の開催を最後に、1954年秋田競馬場と同日に廃止された。

### 後三年競馬場
現在の美郷町である仙北郡飯詰村では1914年に結成された後三年顕勝会の主催による競馬会が端緒とされるが、その十数年前から仙北郡内では長野村（現、大仙市）、六郷村（現、美郷町）、金沢西根村（現、美郷町）の3か所で秋季に娯楽競馬が行われている。いずれも秋田県畜産組合が奨励金を交付していたが、後三年競馬が始まると以後は後三年のみに奨励金を交付することになり、競馬開催は集約されることとなった。1923年には秋田県畜産組合に移管され、以後組合が競馬開催を引き継いだ。
1928年の地方競馬規則後も引き続き秋田県畜産組合による開催を続けたが、1939年の軍馬資源保護法が公布されたのに伴い廃止された。

### 大上競馬場
現在の横手市である平鹿郡阿気村では1917年から県南競馬会と名付けて同郡館合村（現在の横手市）の土田農場で競馬を開催すると、秋田県畜産組合は1918年から1931年にかけて賞金を交付して奨励に努めている。
1932年に秋田県競馬組合に移管され、地方競馬として開催を引き継いだが、1939年の軍馬資源保護法が公布されたのに伴い廃止された。

## 山形県
山形県では1927年の地方競馬規則公布後は酒田競馬場、新庄競馬場、上山競馬場の3場で開催が行われたが、1939年の軍馬資源保護法により酒田、新庄は整理され、上山では鍛錬馬競走が行われた。
戦後は上山競馬場、米沢競馬場の2場が山形県主催の公営競馬として1948年から再開されたが、米沢は1954年に、上山はその後上山市主催を経て2003年に廃止されている。

### 上山競馬場
現在の上山市である南村山郡上山町にかつて上山競馬倶楽部（もしくは南村山郡畜産組合）という団体があり、同郡堀田村大字金瓶の土地を借用しての競馬が行われていたが、1935年に山形県畜産組合連合会に移管されると、同年から地方競馬規則に従う地方競馬として1938年まで開催を行った。1939年に軍馬資源保護法が公布されると、1940年から1944年にかけては鍛錬馬競走を行った。
戦後の1946年には同名ながら戦前とは別の組織である上山競馬倶楽部が結成された。会長には戦前の国会議員で外務省参与官を勤め、後に初代上山市長となる高橋熊次郎が就任するなど市内の顔役による組織であったが、倶楽部により同年開催された競馬は地方競馬法などに拠らない闇競馬で、進駐軍の後押しがあったというから進駐軍競馬に類するといってよい。また倶楽部はスタンドを改築、1周800mだった馬場を1000mに拡張するなど戦後の混乱期としては積極的な投機を行っている。
1948年の新競馬法を受けて公営競馬に引き継がれ、当初は山形県営で行われたが、1956年に上山市が豪雨災害による特例での開催権を得ると同年と翌1957年は県と共催、さらに1957年には金瓶地区が上山市に合併され競馬場設置市としての開催権を得ると1958年から上山市営による単独開催を行ってきたが、2003年に廃止されている。
なお競馬場跡地は現在も上山市が所有し、南関東公営競馬などの場外馬券売場として使用されている。

### 米沢競馬場
現在の米沢市である南置賜郡万世村では、1946年の地方競馬法を受けて1947年と1948年に、また1948年の新競馬法を受けて同年に山形県営による地方競馬開催を行ったが、同年限りで休催し、1954年に廃止されている。

### 新庄競馬場
勤王派で知られた新庄藩の城下町であった最上郡新庄町（現在の新庄市）では1927年に地方競馬規則が公布された当時は競馬開催の機運は無かったが、翌1928年に昭和天皇の即位大典が国を挙げて奉祝されると、新庄の有志はこの大典を記念して競馬場を建設し、山形県畜産組合連合会の主催による地方競馬を行ったが、1939年の軍馬資源保護法が公布されたのに伴い廃止された。

### 酒田競馬場
酒田地方では明治時代から花競馬が催されていたが、1920年に酒田競馬倶楽部が有志により組織されると、同地の素封家で知られる本間家から酒田市内の光ヶ丘運動場を借り受け、1925年から花競馬を開催、1928年に地方競馬規則が公布されると飽海郡産馬畜産組合に移譲し地方競馬の施行許可を得、翌1929年から地方競馬としての開催を始めた。1937年には山形県畜産組合連合会に主催者が移管されたが、1939年の軍馬資源保護法が公布されたのに伴い廃止された。

## 福島県
本節では主に地方競馬に至る流れについて述べる。
現在の郡山市である安積郡桑野村では1904年、福島県産馬畜産組合連合会が開成山に開成山競馬場を建設し、同年から競馬を開催した。
1927年の地方競馬規則公布後は開成山競馬場（後の郡山競馬場）、会津競馬場（後の若松競馬場）、原町競馬場の3場で開催が行われたが、1939年の軍馬資源保護法により会津、原町は整理され、開成山では鍛錬馬競走が行われた。
戦後は地方競馬法時代に福島競馬場での開催を経て郡山競馬場、若松競馬場の2場が福島県主催の公営競馬として1949年から再開されたが、若松は1950年に、郡山は郡山市主催を経て1956年に廃止されている。

### 福島競馬場
福島市の福島競馬場は戦前は公認競馬、戦後は中央競馬の競馬場として現在も開催されているが、地方競馬でも短期間開催された記録がある。現在では考えにくいが元々競馬場の開催日数は限られており、現在のように場外馬券発売設備も未発達であったことから、公認競馬の競馬場が所在する地方では一年の大半を遊ばせている競馬場を利用して地方競馬の開催を懇願したが認められず、京都市（長岡競馬場）や宮崎市（旧・宮崎競馬場）のように別に競馬場を設置した例もあった。
福島でも例に漏れず戦前の地方競馬開催は無かったが、戦後の1947年から1948年に開催を行っている。1948年の公営競馬発足以降は開催されていない。

### 郡山競馬場
1927年（昭和2年）に開設された 開成山競馬場では1928年の地方競馬規則により建物改修を迫られ、翌1929年に新築されると同年から地方競馬開催を始めたが、1939年に軍馬資源保護法が公布されると、1940年から1944年にかけて鍛錬馬競走を行った。
1949年、新競馬法を受けて郡山競馬場として福島県営の公営競馬として再開され、翌1950年から郡山市営に移ったが、1956年に廃止されている。跡地に開成山公園が1972年開園。

### 若松競馬場
現在の会津若松市である北会津郡一箕村では1930年から福島県北会津郡産馬畜産組合の主催による会津競馬場としての地方競馬が始まり、1938年秋季には成績も過去最高を記録するなど順調であったが、1939年の軍馬資源保護法により廃止となった。
1949年、新競馬法を受けて若松競馬場として福島県営の公営競馬として再開されたが、1950年には廃止されている。

### 原町競馬場
相馬地方では1000年以上前から相馬野馬追として知られる祭が行われて以来、各地で祭典競馬が行われていた。特に現在の南相馬市である相馬郡原町雲雀ヶ原では野馬追の一行事としていわゆる宵乗競馬を行っていたが、その後国内の競馬熱が高まると原町競馬倶楽部が組織され、1927年4月には競馬規程による合法的な馬券発売を伴う競馬を行った。しかし同年8月には地方競馬規則が公布されたため倶楽部は解散し、相馬産馬畜産組合および双葉産馬畜産組合の主催に移管しての地方競馬開催を同年から開催したが、1937年の開催を最後に、1939年の軍馬資源保護法が公布されたのに伴い廃止された。